# Christuskirche (Burghaun)

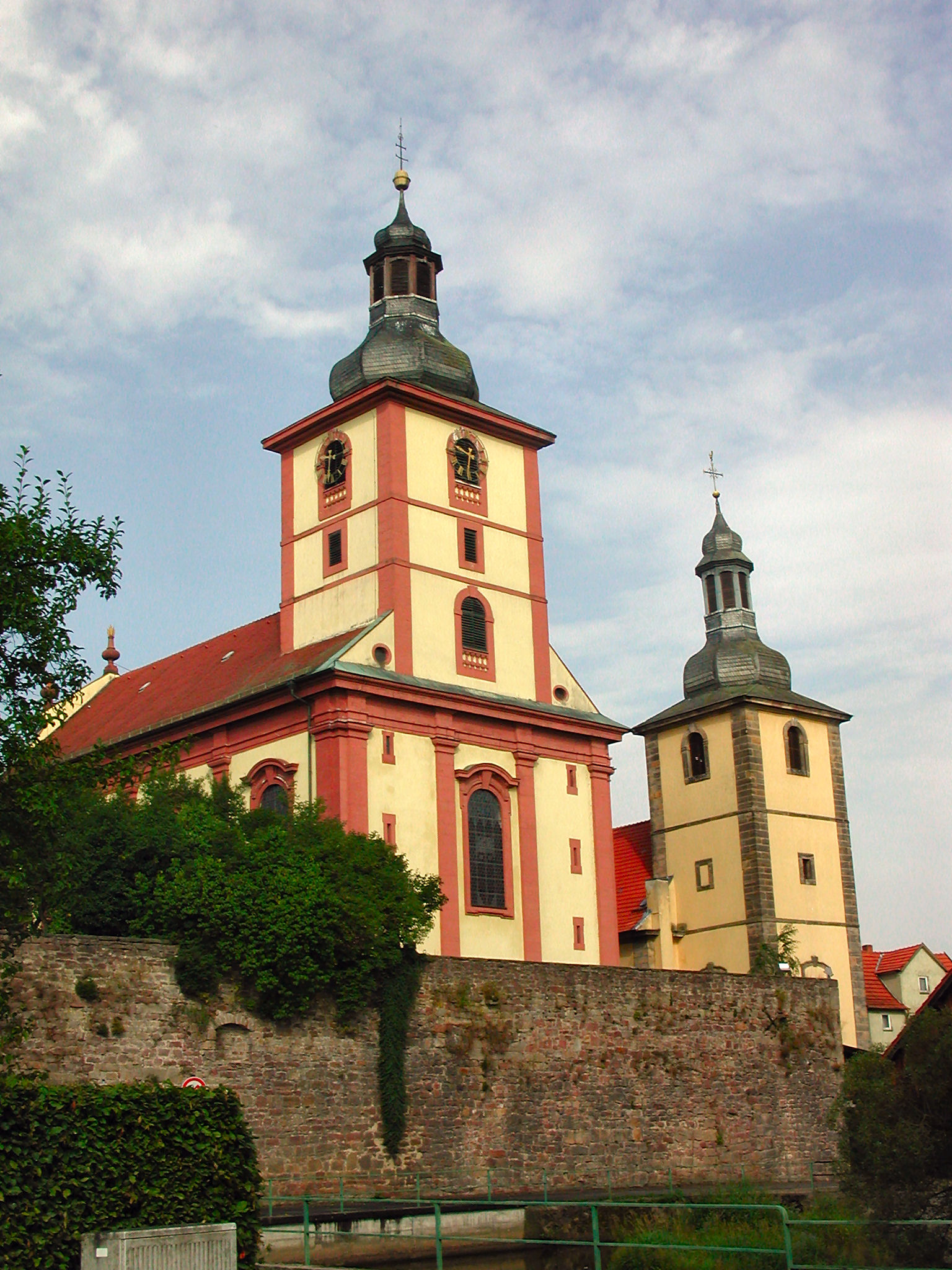
Links Mariae-Himmelfahrt-Kirche, rechts Christuskirche

Die evangelische Christuskirche ist ein denkmalgeschütztes Kirchengebäude, das in Burghaun steht. Die Kirchengemeinde gehört zur  Evangelischen Kirche von Kurhessen-Waldeck.

## Beschreibung
Die Saalkirche, etwas kleiner und niedriger als die benachbarte katholische Kirche, wurde 1728 auf Veranlassung des Fürstabts Adolf von Dalberg nach einem Entwurf von Andrea Gallasini erbaut. Auf ihrem Chorturm sitzt eine zwiebelförmigen Haube, die von einer Laterne bekrönt wird. Am Portal befindet sich das Wappen des Bauherrn. Die dreiseitigen zweigeschossigen Emporen haben verzierte Brüstungen. Der barocke Altar besteht aus Stuckmarmor mit Statuen des auferstandenen Christus, des Petrus und des Johannes. Die Kanzel ist klassizistisch. Das Taufbecken stammt aus dem 16. Jahrhundert. Die Orgel mit 9 Registern, einem Manual und Pedal wurde 1880 von den Gebrüdern Euler gebaut.